# Лейк-Вілледж (Арканзас)
Лейк-Вілледж (англ. Lake Village) — місто (англ. city) в США, адміністративний центр округу Шико штату Арканзас. Населення — 2065 осіб (2020).

## Загальні відомості
Назва міста пов'язана з розташованим поблизу озера Шико, яке виникло на місці колишнього русла річки Міссісіпі. Озеро є найбільшим в Північній Америці з усіх озер, що утворилися в старицях річок, а також найбільшим природним озером в штаті Арканзас.
Згідно легенді, в озері Шіко поблизу Лейк-Вілледж захоронені останки конкістадора Ернандо де Сото.
У квітні 1923 року над озером та територією міста здійснив свій перший політ в нічних умовах відомий американський льотчик Чарльз Ліндберг.

## Географія
Лейк-Вілледж розташований на висоті 33 метра над рівнем моря за координатами 33°19′44″ пн. ш. 91°17′7″ зх. д. / 33.32889° пн. ш. 91.28528° зх. д. (33.329016, -91.285211). За даними Бюро перепису населення США в 2010 році місто мало площу 6,39 км², уся площа — суходіл.

## Демографія
Згідно з переписом 2010 року, у місті мешкало 2575 осіб у 1055 домогосподарствах у складі 613 родин. Густота населення становила 403 особи/км². Було 1184 помешкання (185/км²).
Расовий склад населення:
| - 60,5 % — чорних або афроамериканців - 36,1 % — білих - 0,8 % — азіатів - 0,1 % — корінних американців - 1,4 % — осіб інших рас |

До двох чи більше рас належало 1,0 %. Іспаномовні складали 2,8 % від усіх жителів.
За віковим діапазоном населення розподілялося таким чином: 25,5 % — особи молодші 18 років, 54,3 % — особи у віці 18—64 років, 20,2 % — особи у віці 65 років та старші. Медіана віку мешканця становила 40,6 року. На 100 осіб жіночої статі у місті припадало 81,0 чоловіків; на 100 жінок у віці від 18 років та старших — 76,4 чоловіків також старших 18 років.
Середній дохід на одне домашнє господарство становив 41 537 доларів США (медіана — 30 486), а середній дохід на одну сім'ю — 49 705 доларів (медіана — 37 064). Медіана доходів становила 37 784 долари для чоловіків та 31 708 доларів для жінок. За межею бідності перебувало 36,0 % осіб, у тому числі 52,2 % дітей у віці до 18 років та 21,9 % осіб у віці 65 років та старших.
Цивільне працевлаштоване населення становило 876 осіб. Основні галузі зайнятості: освіта, охорона здоров'я та соціальна допомога — 24,5 %, мистецтво, розваги та відпочинок — 15,4 %, будівництво — 14,7 %.
За даними перепису населення 2000 року в Лейк-Вілледж проживало 2823 особи, 705 сімей, налічувалося 1090 домашніх господарств і 1233 житлових будинки. Середня густота населення становила близько 523 особи на один квадратний кілометр. Расовий склад Лейк-Вілледж за даними перепису розподілився таким чином: 40,74 % білих, 56,15 % — чорних або афроамериканців, 0,21 % — корінних американців, 1,13 % — азіатів, 1,20 % — представників змішаних рас, 0,57 % — інших народів. Іспаномовні склали 1,38 % від усіх жителів міста.
З 1090 домашніх господарств в 33,9 % — виховували дітей віком до 18 років, 36,6 % представляли собою подружні пари, які спільно проживали, в 24,2 % сімей жінки проживали без чоловіків, 35,3 % не мали сімей. 32,6 % від загального числа сімей на момент перепису жили самостійно, при цьому 15,1 % склали самотні літні люди у віці 65 років та старше. Середній розмір домашнього господарства склав 2,49 особи, а середній розмір родини — 3,16 особи.
Населення міста за віковим діапазоном за даними перепису 2000 року розподілилося таким чином: 29,3 % — жителі молодше 18 років, 8,0 % — між 18 і 24 роками, 25,5 % — від 25 до 44 років, 19,7 % — від 45 до 64 років і 17,5 % — у віці 65 років та старше. Середній вік мешканця склав 36 років. На кожні 100 жінок в Лейк-Вілледж припадало 79,9 чоловіків, у віці від 18 років та старше — 71,0 чоловіків також старше 18 років.
Середній дохід на одне домашнє господарство в місті склав 20 625 доларів США, а середній дохід на одну сім'ю — 28 438 доларів. При цьому чоловіки мали середній дохід в 37 031 долар США на рік проти 14 872 доларів середньорічного доходу у жінок. Дохід на душу населення в місті склав 12 677 доларів на рік. 29,1 % від усього числа сімей в окрузі і 36,1 % від усієї чисельності населення перебувало на момент перепису населення за межею бідності, при цьому 49,6 % з них були молодші 18 років і 24,5 % — у віці 65 років та старше.

## Галерея

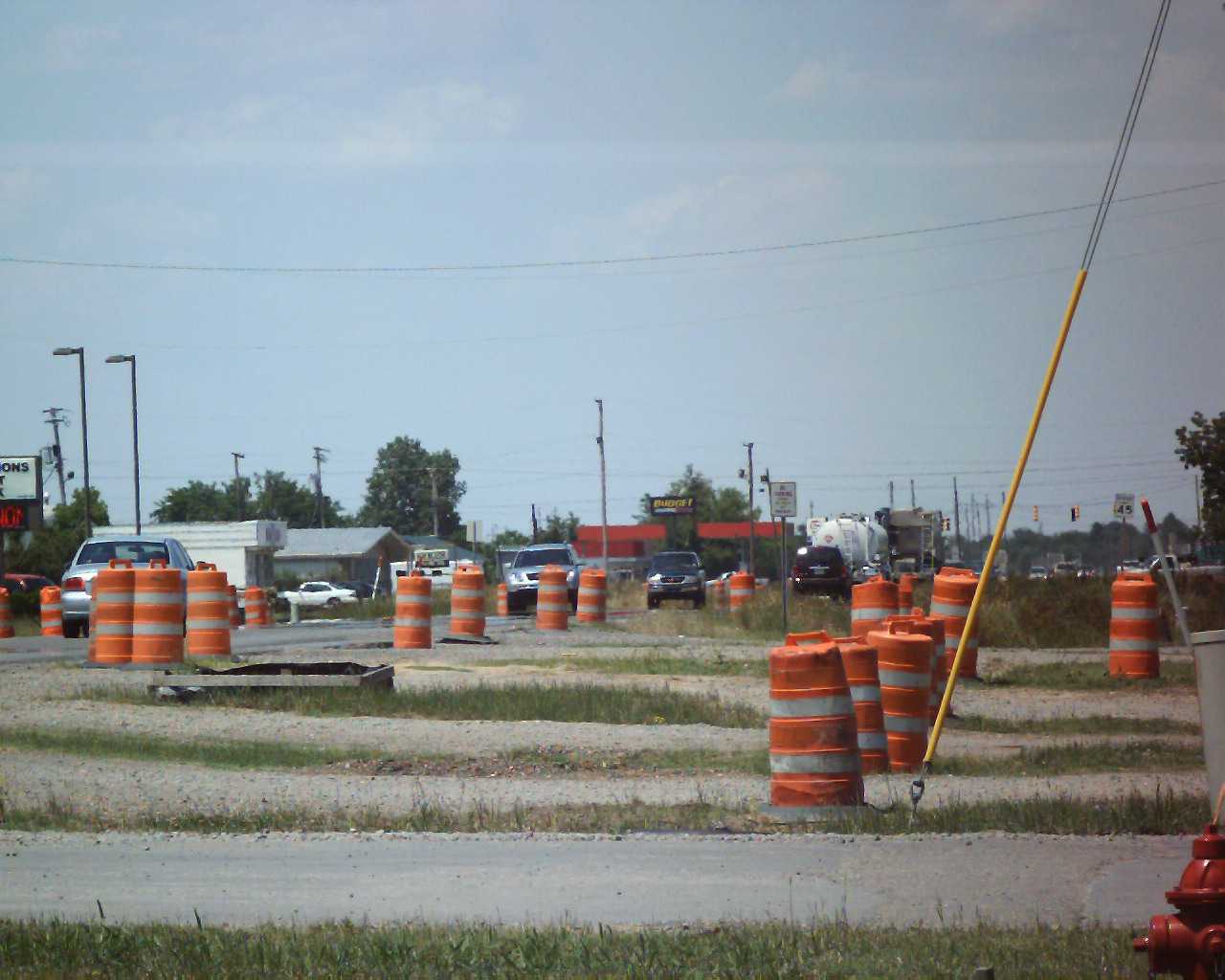
У червні
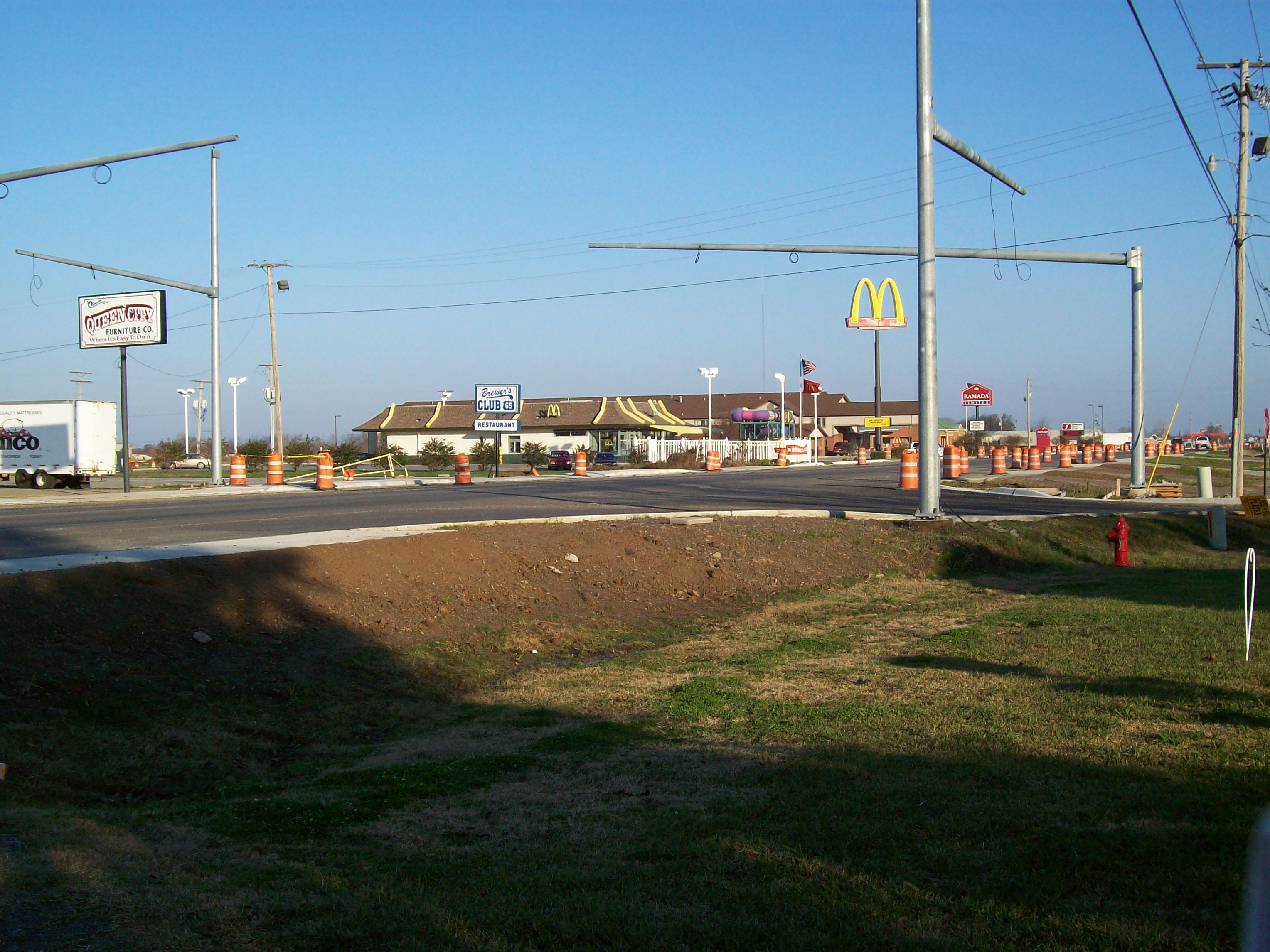
У грудні

## Відомі уродженці та мешканці
- Леон Віттакер — американський тромбоніст.